# Doris alboranica
Doris alboranica is een slakkensoort uit de familie van de Dorididae. De wetenschappelijke naam van de soort werd voor het eerst geldig gepubliceerd in 1977 door Bouchet.